# Вальсдорф (Айфель)
Вальсдорф (нем. Walsdorf) — община в Германии, в земле Рейнланд-Пфальц.
Входит в состав района Вульканайфель. Подчиняется управлению Хиллесхайм. Население составляет 918 человек (на 31 декабря 2010 года). Занимает площадь 10,83 км².